# Lijst van bouwwerken van Rem Koolhaas
Dit is een (incomplete) lijst van bouwwerken van architect Rem Koolhaas (1944).
| Bouw         | Naam | Plaats             | Bijzonderheden | Afbeelding |
| ------------ | --- | ------------------ | --- | ---------- |
| 1985         | Politiebureau | Almere Haven       | |            |
| 1987         | Lucent Danstheater (werd in 2015 gesloopt om ruimte te maken voor een nieuw cultuurpaleis in Den Haag) Het Spuiforum. Hierin bevinden zich dan: *Het Koninklijk Conservatorium (Den Haag)/hoge school der kunsten *Het Residentie Orkest *Het Nederlands Dans Theater | Den Haag           | |            |
| 1987         | Stedenbouwkundig plan en woning met voorzieningen IJplein | Amsterdam          | |            |
| 1987         | Overkapping busstation Station Rotterdam Centraal | Rotterdam          | Eerste bouwwerk van Koolhaas in Rotterdam. Kreeg de bijnamen 'De Kroepoek' en 'De Salontafel'. Werd gesloopt in 2005. |            |
| 1990         | Video Bus Stop | Groningen          | |            |
| 1990 (circa) | Byzantium | Amsterdam          | |            |
| 1991         | Villa Dall'Ava, Saint-Cloud | Parijs             | |            |
| 1992         | Kunsthal | Rotterdam          | |            |
| 1994         | Lille Grand Palais | Lille              | Metrostation |            |
| 1997         | Educatorium | Utrecht            | |            |
| 1998         | Woonhuis | Bordeaux           | |            |
| 2001         | Guggenheim Hermitage Museum | Las Vegas          | |            |
| 2001         | Prada | New York           | |            |
| 2002         | Nederlandse Ambassade | Berlijn            | |            |
| 2003         | McCormick Tribune Campus Center | IIT Chicago        | |            |
| 2003         | Poppodium Paard van Troje | Den Haag           | |            |
| 2004         | Haagse tramtunnel | Den Haag           | |            |
| 2004         | Seattle Central Library | Seattle            | |            |
| 2004         | Casa da Música | Porto (Portugal)   | |            |
| 2004         | Leeum, Samsung Museum of Art | Seoel (Zuid-Korea) | |            |
| 2008         | CCTV-toren | Peking, China      | Onderdeel van hoofdkantoor Chinese staatstelevisie (CCTV).                                                            |            |
| 2012         | Television Cultural Center | China              | Onderdeel van hoofdkantoor Chinese staatstelevisie. Voor de geplande opleverdatum in mei 2009 afgebrand en herbouwd.  |            |
| 2013         | De Rotterdam | Rotterdam          | |            |

Een chronologisch overzicht van alle studies, prijsvragen et cetera is te vinden op de website van OMA: https://web.archive.org/web/20200116132034/https://oma.eu/projects